# 和段琪
和段琪（1957年5月—），云南丽江人，男，纳西族。1975年8月参加工作，1976年10月加入中国共产党。四川大学哲学系哲学专业毕业，中共中央党校导师制法学理论专业在职研究生学历。
历任丽江地委委员、行署副专员、行署专员，云南省发展计划委员会党组书记、主任，云南省发展和改革委员会主任等职。2007年11月，任云南省省长助理。2008年1月，当选云南省人民政府副省长。2017年1月，当选云南省人大常委会副主任。2018年2月24日，当选为第十三届全国人大代表。